# قندول شوكي

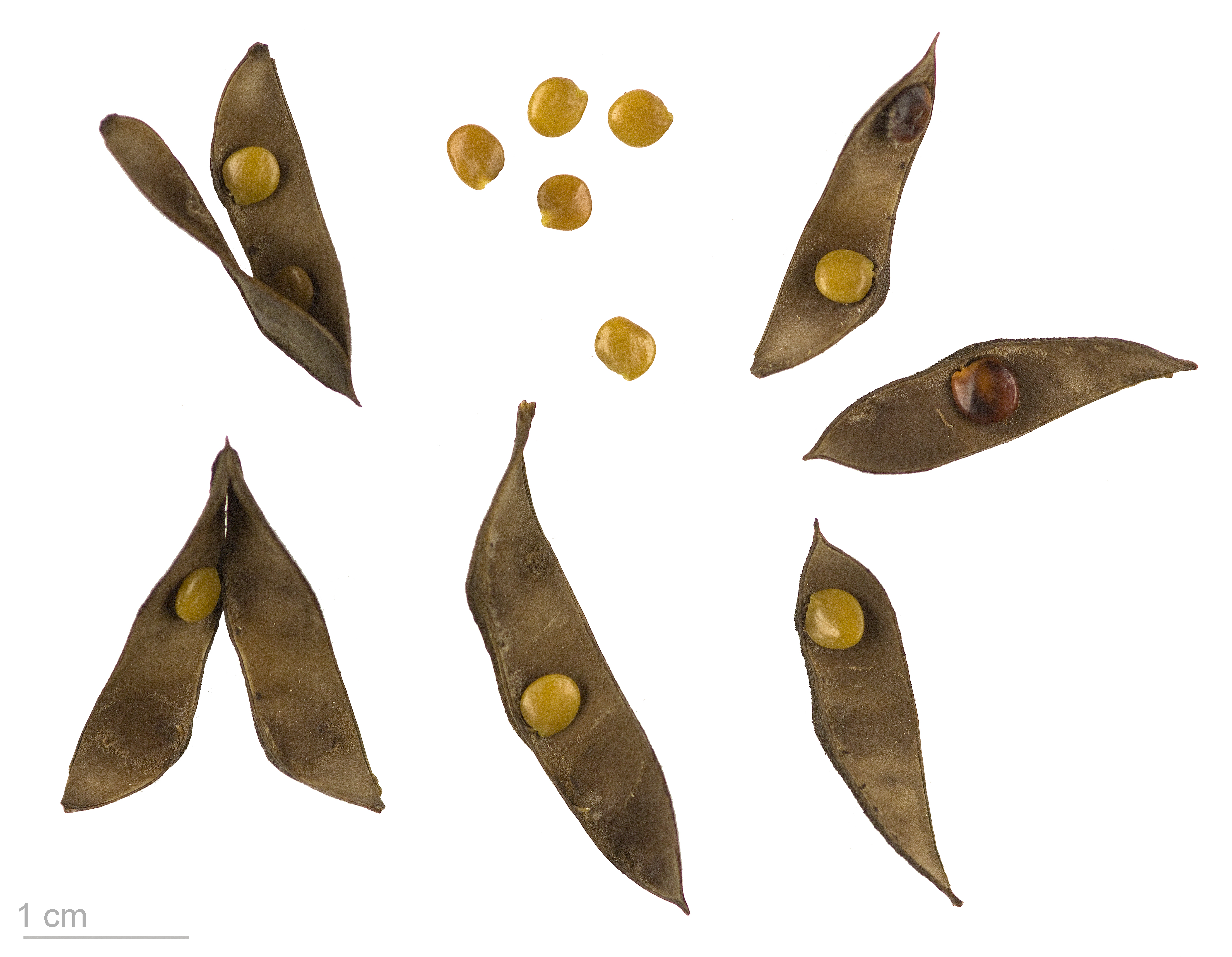
Calicotome spinosa

القُنْدُولُ الشَّوْكِيُّ أو الدَّارَشِيشِغَانُ أو دَارُ الشِّيشِعَانِ أو الدَّارَشِيشِعَانُ أو عود البرق أو أروزى أو قندول أو الحَوْلَقُ (باللاتينية: Calicotome spinosa) نوع نباتي يتبع جنس القندول من الفصيلة البقولية.

## الموئل والانتشار
موطن هذا النبات غرب حوض البحر الأبيض المتوسط من المغرب العربي إلى إسبانيا وفرنسا وإيطاليا.

## مرادفات للاسم العلمي
- (باللاتينية: Spartium spinosum L.)
- (باللاتينية: Calicotome fontanesii Rothm.)